# Tanysiptera galatea
Tanysiptera galatea là một loài chim trong họ Alcedinidae.